# Бочаров Володимир Михайлович
Володи́мир Миха́йлович Бочаро́в (рос. Владимир Михайлович Бочаров; 2 серпня 1910 — 13 листопада 1936) — радянський військовий льотчик, капітан. Герой Радянського Союзу (1936).

## Життєпис
Народився на залізничній станції Колпни (нині — селище Колпна, районний центр Орловської області) в родині залізничного кочегара. Росіянин. з 1912 року мешкав у Курську, де закінчив 9 класів школи № 42 (нині — № 34) у 1928 році.
У лавах РСЧА з січня 1929 року. Того ж року закінчив Вольську об'єднану льотно-технічну школу ВПС, а у 1931 році — Оренбурзьку військову авіаційну школу льотчиків. Проходив військову службу в стройових частинах ВПС Білоруського військового округу: був флаг-штурманом ескадрильї, командиром авіаційного загону.
Брав участь у бойових діях під час Громадянської війни в Іспанії (під псевдо «Хосе Галарс»): з листопада 1936 року — командир винищувального авіаційного загону. Здійснив 4 бойових вильоти на винищувачі І-16, провів 1 повітряний бій.
13 листопада 1936 року у повітряному бою був збитий, здійснив вимушену посадку на території супротивника. Потрапив у полон і, після катувань, вбитий. Наступного дня над Мадридом з літака на парашуті був зкинутий ящик з частинами тіла В. М. Бочарова. Похований у братній могилі в районі Мадриду.

## Нагороди
Указом ЦВК СРСР від 31 грудня 1936 року за мужність і героїзм, виявлені при виконанні військового обов'язку, капітанові Бочарову Володимиру Михайловичу присвоєне звання Героя Радянського Союзу (посмертно).
Нагороджений орденами Леніна (31.12.1936, посмертно) та Червоної Зірки (1936).

## Вшанування пам'яті
Ім'ям Володимира Бочарова названо одну з вулиць Курська. У Курську і Колпні йому встановлені погруддя.